# Cinnamomum kotoense
Cinnamomum kotoense là loài thực vật có hoa trong họ Nguyệt quế. Loài này được Kaneh. & Sasaki miêu tả khoa học đầu tiên năm 1930.